# K.k. Eisenbahnministerium

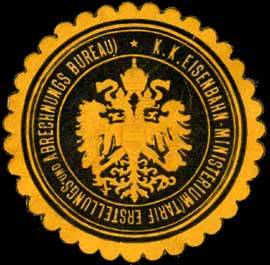
Siegelmarke des k.k. Eisenbahn-Ministeriums, Tarif-Erstellungs- und Abrechnungs-Bureau

Das k.k. Eisenbahnministerium war von 1896 bis 1918 eines der Ressorts der in Wien amtierenden Regierung der im Reichsrat vertretenen Königreiche und Länder der Doppelmonarchie Österreich-Ungarn, in der Juristensprache als Cisleithanien bezeichnet, sonst österreichische Reichshälfte oder einfach Österreich genannt. Die Schaffung des Ressorts verdeutlicht, dass die Eisenbahn damals das wichtigste Verkehrsmittel des Landes war.

## Gründung
Der Errichtung des Ministeriums waren in der Entwicklung des österreichischen Eisenbahnwesens Phasen vorangegangen, in denen der Staat aus Geldmangel oder Liberalität auf Privatbahnen setzte, ebenso Phasen, in denen man von den privaten Bahnunternehmen enttäuscht war und daher Staatsbahnen vorzog. Nach einem Entwicklungsstillstand der Privatbahnen wurde ab Beginn der 1880er Jahre konsequent das Staatsbahnsystem angestrebt, wie es sich auch in den meisten anderen Ländern Europas durchsetzte. 1884 wurde, vom Kaiser genehmigt, eine k.k. General-Direction der österreichischen Staatsbahnen (später k.k. österreichische Staatsbahnen) eingerichtet, geleitet von einem Sektionschef des k.k. Handelsministeriums. Die Verordnung bestimmte auch die Standorte von elf Betriebsdirektionen (Wien, Linz, Innsbruck, Villach, Budweis, Pilsen, Prag, Krakau, Lemberg, Pola und Spalato).
Die von Kaiser Franz Joseph I. am 15. Jänner 1896 auf Vorschlag von k.k. Ministerpräsident Graf Kasimir Felix Badeni genehmigte Errichtung des Ministeriums (an Stelle der bisherigen Generaldirektion der Staatsbahnen und unter Einbeziehung diverser Dienststellen aus dem Handelsministerium) wurde in der Kundmachung des Handelsministers und des Eisenbahnministers vom 19. Jänner 1896 publiziert. Der Kundmachung der Minister Hugo Glanz und Emil von Guttenberg (am 17. Jänner 1896 vom Kaiser ernannt) war ein detailliertes Organisationsstatut für die staatliche Eisenbahnverwaltung in den im Reichsrat vertretenen Königreichen und Ländern beigefügt. Am gleichen Tag übernahm das neue Ministerium die vorgesehenen Agenden vom k.k. Handelsministerium, das bis dahin für das Eisenbahnwesen zuständig war. 
Der neue Eisenbahnminister wurde von Graf Badeni am 15. Februar 1896 im zuvor vertagten Abgeordnetenhaus des Reichsrats vorgestellt. Über diese Entscheidung des Kaisers gab es keine Diskussion. Guttenberg wurde aber in der Sitzung sofort mit zwei konkreten schriftlichen Anfragen befasst. Der sozialdemokratische Abgeordnete Engelbert Pernerstorfer stellte, unter anderem vom Christlichsozialen Karl Lueger unterstützt, eine Anfrage betreffend Urlaubsverweigerung für Eisenbahner, die mit Kollegen über die Organisationsstruktur der k.k. Staatsbahnen beraten wollten. Der tschechische Abgeordnete Wenzel oder Václav Krumbholz thematisierte die Verweigerung der sprachlichen Gleichstellung von Tschechen im Kundendienst ebenso wie in der Personalpolitik auf der Strecke Bodenbach–Komotau in Böhmen.
Am 28. Juli 1896 machte Eisenbahnminister von Guttenberg kund, dass am 1. August 1896 das volle Inslebentreten der neuen Organisation stattfinden werde und die Staatsbahndirektionen zu amtieren beginnen würden. Von den 1884 bestimmten Betriebsdirektionen waren die in Budweis, Pola und Spalato in der neuen Organisation nicht mehr enthalten, neue Staatsbahndirektionen wurden in Triest, Olmütz und  Stanislau errichtet.

## Minister
Der jeweilige Minister wurde vom Kaiser im Einvernehmen mit seinem k.k. Ministerpräsidenten ernannt und enthoben. Er war dem Reichsrat, dem cisleithanischen Parlament in Wien, verantwortlich, konnte von diesem aber nicht gestürzt werden. 
Das Abgeordnetenhaus des Reichsrats war damals aus weltanschaulichen, nationalen und berufsständischen Gründen in viele Fraktionen gegliedert. Der Eisenbahnminister konnte sich daher nicht von vornherein auf eine gegebene Parlamentsmehrheit stützen, sondern musste bei jedem Vorhaben ausloten, welche Fraktionen ihm zu einer Mehrheit verhelfen würden. 
Die Eisenbahnminister wurden zumeist aus dem Kreis von Experten und Spitzenbeamten des Ministeriums gewählt; nur Julius Derschatta kann als Berufspolitiker bezeichnet werden. Im Allgemeinen wechselten die Ministerpräsidenten des Kaisers wesentlich häufiger als die Eisenbahnminister. 
| k.k. Ministerpräsident | Eisenbahnminister oder (interimistische) Leiter des Ministeriums                                                                                    |
| --- | --- |
| Kasimir Felix Badeni 30. September 1895 – 30. November 1897 | Emil von Guttenberg 17. Jänner 1896 bis 30. November 1897, zuvor Feldmarschallleutnant und Eisenbahnexperte                                         |
| Paul Gautsch von Frankenthurn 30. November 1897 – 5. März 1898 | Heinrich von Wittek 30. November 1897 bis 1. Mai 1905, Sektionschef                                                                                 |
| Franz von Thun und Hohenstein 5. März 1898 – 2. Oktober 1899 | Heinrich von Wittek 30. November 1897 bis 1. Mai 1905, Sektionschef                                                                                 |
| Manfred von Clary und Aldringen 2. Oktober 1899 – 21. Dezember 1899 | Heinrich von Wittek 30. November 1897 bis 1. Mai 1905, Sektionschef                                                                                 |
| Heinrich von Wittek 21. Dezember 1899 bis 18. Jänner 1900 | Heinrich von Wittek 30. November 1897 bis 1. Mai 1905, Sektionschef                                                                                 |
| Ernest von Koerber 19. Januar 1900 bis 31. Dezember 1904 | Heinrich von Wittek 30. November 1897 bis 1. Mai 1905, Sektionschef                                                                                 |
| Paul Gautsch von Frankenthurn 31. Dezember 1904 – 2. Mai 1906 | Heinrich von Wittek 30. November 1897 bis 1. Mai 1905, Sektionschef                                                                                 |
| Ludwig Wrba 1. Mai 1905 bis 2. Juni 1906, Leiter, Sektionschef | |
| Konrad zu Hohenlohe-Schillingsfürst 2. Mai 1906 – 2. Juni 1906 | |
| Max Wladimir von Beck 2. Juni 1906 – 15. November 1908 | Julius Derschatta von Standhalt 2. Juni 1906 bis 15. November 1908, zuvor Rechtsanwalt im Herzogtum Steiermark und Obmann der Deutschen Volkspartei |
| Richard von Bienerth-Schmerling 15. November 1908 – 28. Juni 1911 | Zdenko von Forster zu Philippsberg 15. November 1908 bis 10. Februar 1909 als (interimistischer) Leiter; Beamter im Ministerium                     |
| Richard von Bienerth-Schmerling 15. November 1908 – 28. Juni 1911 | Ludwig Wrba Zweite Amtszeit 10. Februar 1909 bis 9. Jänner 1911                                                                                     |
| Richard von Bienerth-Schmerling 15. November 1908 – 28. Juni 1911 | Stanislaus Glabinski 9. Jänner bis 28. Juni 1911, zuvor Rektor der Universität Lemberg, Galizien                                                    |
| Paul Gautsch von Frankenthurn 28. Juni 1911 – 3. November 1911 | Victor von Röll 28. Juni bis 3. November 1911, Leiter, Beamter im Ministerium, 1890 Autor der Enzyklopädie des gesamten Eisenbahnwesens             |
| Karl Stürgkh 3. November 1911 – 21. Oktober 1916 (ermordet) | Zdenko von Forster zu Philippsberg Zweite Amtszeit 3. November 1911 bis 31. Oktober 1916                                                            |
| Ernest von Koerber 28. Oktober 1916 – 20. Dezember 1916 | Zdenko von Forster zu Philippsberg Zweite Amtszeit 3. November 1911 bis 31. Oktober 1916                                                            |
| Ernst Schaible 31. Oktober bis 20. Dezember 1916, Generalmajor | |
| Heinrich Clam-Martinic 20. Dezember 1916 bis 23. Juni 1917 | Zdenko von Forster zu Philippsberg Dritte Amtszeit 20. Dezember 1916 bis 23. Juni 1917, Beamter im Ministerium                                      |
| Ernst Seidler von Feuchtenegg 23. Juni 1917 bis 25. Juli 1918 | Karl von Banhans 23. Juni 1917 bis 11. November 1918, zuvor Beamter des Ministeriums                                                                |
| Max Hussarek von Heinlein 25. Juli 1918 – 27. Oktober 1918 | Karl von Banhans 23. Juni 1917 bis 11. November 1918, zuvor Beamter des Ministeriums                                                                |
| Heinrich Lammasch 27. Oktober 1918 – 11. November 1918 (Liquidationsministerium, Übergabe der Geschäfte an den deutschösterreichischen Staatsrat bzw. die Staatsregierung Renner I) | Karl von Banhans 23. Juni 1917 bis 11. November 1918, zuvor Beamter des Ministeriums                                                                |

## Organisation

### Sitz
Das Ministerium hatte seinen Sitz in Wien im 1. Bezirk im so genannten „Schillerhof“ (erbaut 1870 von Johann Romano und August Schwendenwein) am Schillerplatz (dort kein Eingang). In Verwendung waren die Adressen Nibelungengasse 4, wo auch das Reichsgericht, der höchste Gerichtshof der Monarchie, amtierte, und Elisabethstraße 9. Das Gebäude befindet sich zwischen Opernring  und Karlsplatz. Heute hat hier an der Elisabethstraße die ÖBB-IKT GmbH, eigenen Angaben zufolge Kompetenzzentrum für Informations-, Kommunikations- und Bahntechnologien im gesamten ÖBB-Konzern, ihren Sitz.

### Gliederung
Das Staatshandbuch 1907 verzeichnete für das Ministerium sechs Sektionschefs, darunter drei spätere Minister. Weiters waren die k.k. Eisenbahn-Bau-Direktion, die k.k. General-Inspektion der österreichischen Eisenbahnen und das k.k. Zentral-Wagendirigierungsamt der österreichischen Staatsbahnen als externe Dienststellen des Ministeriums angeführt, die an verschiedenen Standorten in Wien untergebracht waren. Dazu kamen die für die neu verstaatlichten Bahnen eingerichteten eigenen Direktionen in Wien (z. B. k.k. Nordbahn-Direktion) und elf Staatsbahndirektionen in verschiedenen Städten Cisleithaniens (siehe Abschnitt Gründung).

### Staatseisenbahnrat

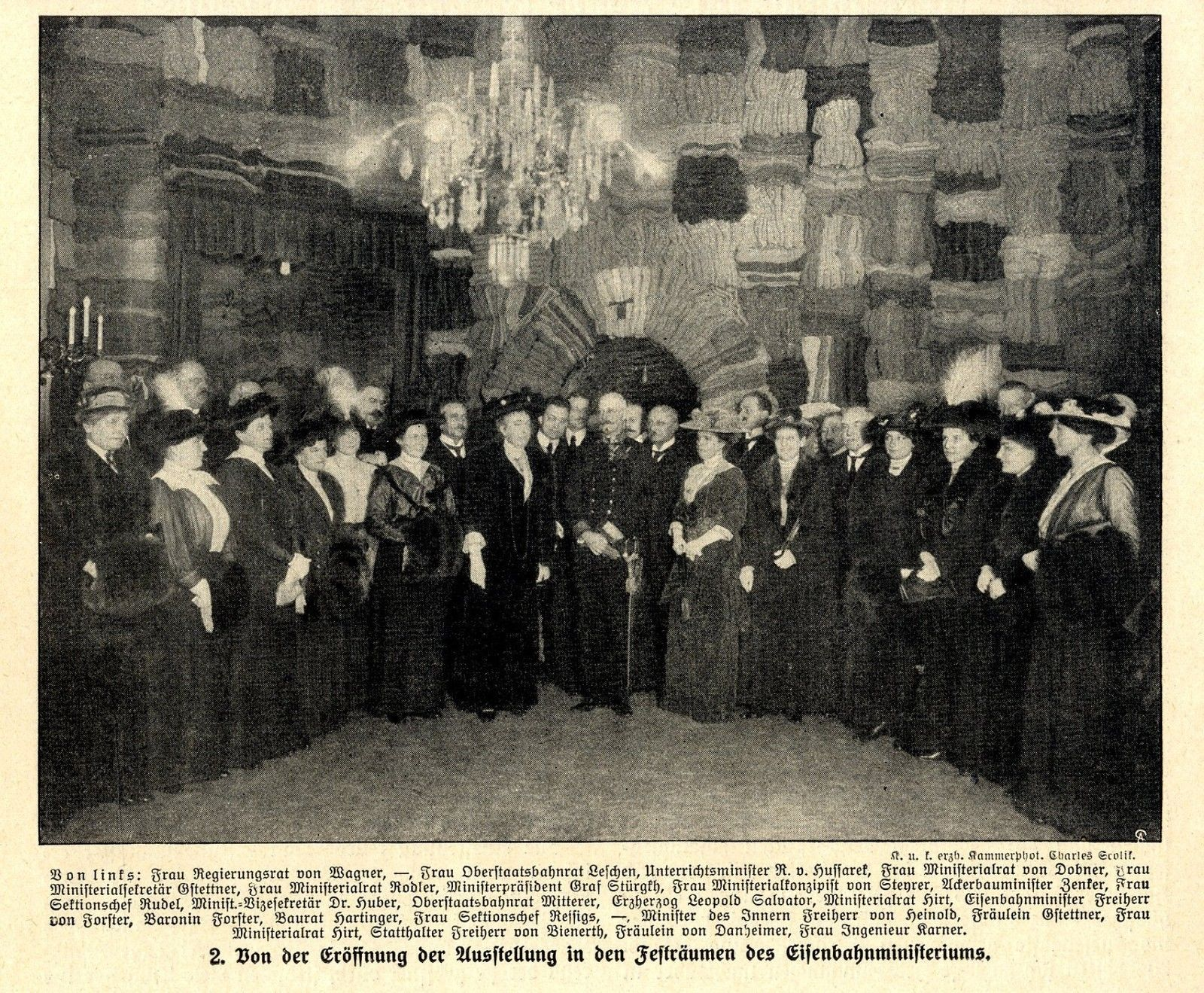
Politiker mit ihren Gattinnen bei einer Ausstellungseröffnung m Eisenbahnministerium (1914)

Im Organisationsstatut, das im Abschnitt Gründung erwähnt ist, war festgehalten, dass das Ministerium (wie zuvor schon das k.k. Handelsministerium) von einem Staatseisenbahnrat ehrenamtlich beraten wird. Am 19. Februar 1897 machte Minister Guttenberg das neue Statut für diesen Rat kund, der zur Begutachtung allgemeiner volkswirtschaftlicher Fragen im Bereich des Eisenbahnverkehrswesens dem Eisenbahnministerium […] beigegeben wird.
Der Staatseisenbahnrat sollte vom 1. März 1897 an unter Vorsitz des Ministers oder seines Stellvertreters 80 Mitglieder umfassen, darunter Vertreter dreier k.k. Ministerien und des k.u.k. Kriegsministeriums, von Handels- und Gewerbekammern, der Landwirtschaft und der Montanistik. Auf regionale Ausgewogenheit wurde geachtet. Der Rat hatte Gutachten zu Fahrplangrundsätzen, zu Tarifen und zu den Modalitäten für Lieferungen und Auftragsvergaben abzugeben und auf Einladung des Ministers mindestens zwei Mal pro Jahr zusammenzutreten. 
Am 29. März 1900 wurde die Anzahl der Mitglieder auf 82 erhöht und die Zusammensetzung des Rates neu kundgemacht. Am 5. Mai 1906 wurde die Anzahl der Mitglieder auf 92 erhöht, von denen der Eisenbahnminister 14 nach freiem Ermessen auswählen konnte; am 24. November 1906 wurde bestimmt, dass bei Abstimmungen im Staatseisenbahnrat das Abstimmungsverhalten der Mitglieder getrennt nach den drei Interessengruppen für Industrie und Gewerbe, für Handel und Verkehr sowie für Land- und Forstwirtschaft zu erfassen ist.
Die volkswirtschaftliche Bedeutung des Eisenbahnverkehrs drückte sich darin aus, dass am 15. Mai 1909 mit einem neuen Statut für den Staatseisenbahnrat die Anzahl der Mitglieder von 92 auf 128 erhöht wurde.
Nach dem Zerfall der Monarchie verordnete das deutschösterreichische Staatsamt für Verkehrswesen am 7. Februar 1919, dass jene Mitglieder des bisherigen Staatseisenbahnrates der Funktionsperiode 1914–1918, die deutschösterreichische Staatsbürger sind, den vorläufigen deutschösterreichischen Staatseisenbahnrat bilden, der unter dem Vorsitz des Staatssekretärs für Verkehrswesen tagen werde.

## Verkehrspolitik
Wiener Stadtbahn
Das Ministerium setzte die führende Mitarbeit des Staates in der 1892 geschaffenen Commission für Verkehrsanlagen in Wien, deren Vorsitz bis dahin der Handelsminister gehabt hatte, fort. In dieser waren neben dem Ministerium die Stadt Wien, das Land Niederösterreich (dem Wien damals angehörte) und die Donauregulierungskommission vertreten. Das Ministerium führte in Zusammenarbeit mit der Kommission die k.k. Baudirektion der Wiener Stadtbahn (Büro 1897: Wien 7., Mariahilfer Straße 126, nahe dem Westbahnhof), die den 1898–1901 in Etappen fertiggestellten Bau betreute. Die Stadtbahn sollte als innerstädtisches Massenverkehrsmittel ebenso dienen wie für Truppenverschiebungen zwischen den Fernbahnen im Mobilisierungsfall.
Neue Alpenbahnen
Unter dem politischen Begriff Neue Alpenbahnen beschloss der Reichsrat 1901 auf Antrag von Eisenbahnminister Wittek das größte Investitionsvorhaben der letzten Jahrzehnte der Monarchie (Details siehe Politischer Auftrag). Auf Grund des Gesetzes vom 6. Juni 1901, betreffend die Herstellung mehrerer Eisenbahnen auf Staatskosten und die Festsetzung eines Bau- und Investitionsprogrammes der Staatseisenbahnverwaltung für die Zeit bis Ende des Jahres 1905 und weiterer gesetzlicher Dotierungen am 24. Juli 1905 konnten bis 1910 die Tauernbahn, die Karawankenbahn, die Wocheiner Bahn (inkl. Karstbahn), die Pyhrnbahn und die Wechselbahn gebaut werden. 
In die gesetzliche Ermächtigung einbezogen waren auch die Strecken Lemberg–Uzsokpass (Verbindung von Galizien ins Königreich Ungarn) und Rakonitz–Laun nordwestlich von Prag. Wittek gründete zur Abwicklung aller dieser Projekte am 6. Oktober 1901 die direkt dem Minister unterstellte k.k. Eisenbahnbaudirektion, die von einem Sektionschef mit dem Titel k.k. Eisenbahnbaudirektor zu leiten war. Zum ersten Leiter der neuen Direktion ernannte er Karl Wurmb. Anfang 1905 auf Grund bautechnischer Probleme absehbare, zuvor unerwartete Mehrkosten, für die im Budget des Ministeriums nicht vorgesorgt war, führten Ende April 1905 nach Kritik im Parlamentsausschuss zum Rücktritt von Wurmb und Minister Wittek.
Fahrkartensteuer
1902 wurde auf Witteks Vorschlag gesetzlich eine Fahrkartensteuer eingeführt. Auf den Fahrpreis der Hauptbahnen waren 12 % Steuer aufzuschlagen, bei den Lokalbahnen 6 % und bei den Kleinbahnen 3 %. Der Allerhöchste Hof, unter dem Militärtarif Beförderte sowie Arbeiter und Arbeit Suchende mit speziellen ermäßigten Fahrkarten waren von der Steuer befreit, ebenso innerörtliche Verkehrsmittel wie die Wiener Stadtbahn und Straßenbahnen. Das Gesetz trat gleichzeitig mit einer Pensionserhöhung für Staatsbeamte am 1. Jänner 1903 in Kraft.
Einlösung und Kauf von Privatbahnen
Der Staat behielt sich bei der Erteilung von Eisenbahnkonzessionen an private Unternehmen seit jeher  vor, die Konzession nach einer definierten Anzahl von Jahren einzulösen, d. h. die Aktien zu einem bestimmten Preis zu übernehmen.
Zur vom Reichsrat am 31. Oktober 1906 auf Antrag von  Eisenbahnminister Derschatta beschlossenen Übernahme der Nordbahn, einer der wichtigsten Bahnen der Monarchie, durch den Staat siehe Nordbahn.
Der im Frühjahr 1908 mit der Bahngesellschaft vereinbarte Ankauf der Böhmischen Nordbahn rückwirkend per 1. Jänner 1908 wurde auf Antrag von Minister Julius Derschatta am 2. August 1908 vom Reichsrat mit Gesetz genehmigt.
Der im Herbst 1908 mit den Bahngesellschaften vereinbarte Erwerb der österreichischen Linien der privilegierten österreichisch-ungarischen Staats-Eisenbahn-Gesellschaft, der Österreichischen Nordwestbahn und der Süd-Norddeutschen Verbindungsbahn wurde am 27. März 1909 vom Reichsrat in der zweiten Amtszeit von Eisenbahnminister Wrba mit Gesetz genehmigt. Die Betriebsübernahme durch die k.k. Staatsbahnen fand am 15. Oktober 1909 statt.
Für die neu in die k.k. Staatsbahnen eingegliederten Bahnen wurden eigene Direktionen eingerichtet, so z. B. mit 1. Jänner 1907 die k.k. Nordbahndirektion, dem Eisenbahnministerium unmittelbar untergeordnet.
Konzessionen für Nebenbahnen
Als das Eisenbahnministerium seine Tätigkeit aufnahm, waren fast alle Hauptbahnen längst gebaut. Von 1896 bis 1914 hatte das Ministerium daher im Reichsgesetzblatt vor allem zahlreiche Konzessionen und Bauaufträge für Nebenbahnen (z. B. 1912 für die Pressburger Bahn, die ab 1914 verkehrte), Lokalbahnen, Schmalspurbahnen und elektrisch zu betreibende normalspurige Kleinbahnlinien (gemeint waren Straßenbahnlinien) in den Städten der Monarchie kundzumachen.

## Ende des Ministeriums
Cisleithanien zerfiel Ende Oktober 1918 in mehrere Staaten; so auch der bis dahin einheitliche Betrieb der staatlichen Eisenbahnen. Für Deutschösterreich übernahm die Eisenbahnagenden Anfang November 1918 der am 30. Oktober 1918 bestellte Staatssekretär für Verkehrswesen in der Staatsregierung Renner I, Karl Jukel, von Karl von Banhans, Eisenbahnminister der letzten kaiserlichen Regierung, des Ministeriums Lammasch. Auf Wunsch von Karl I. blieb aber seine Regierung im Amt, bis der Kaiser selbst am 11. November 1918 auf jeden Anteil an den Staatsgeschäften verzichtete und die Minister am gleichen Tag enthob. 
Die Provisorische Nationalversammlung für Deutschösterreich beschloss am 12. November 1918, die k.k. Ministerien aufzulösen. Die Verkehrsagenden wurden vorerst vom Staatsamt für Verkehrswesen, geleitet von einem Staatssekretär im Ministerrang, bearbeitet, vom 10. November 1920 an, dem Tag des In-Kraft-Tretens der neuen Bundesverfassung, vom Bundesministerium für Verkehr.